# Paul Monceaux
Pour les articles homonymes, voir Monceaux (homonymie).
Étienne-Paul-Victor Monceaux, né le 29 mai 1859 à Auxerre et mort le  7 février 1941 à Sceaux, est un historien, philologue et universitaire français.

## Biographie
Ancien élève de l'École normale supérieure (promotion 1878), agrégé de lettres (1881) et membre de l'École française d'Athènes (1883-1888), il commence sa vie professionnelle en tant que professeur de latin et de grammaire au lycée de Clermont puis au lycée Condorcet.
Professeur de rhétorique au lycée de Nevers, puis au lycée et à l'École supérieure des Lettres d'Alger (1884), au lycée Henri-IV (1888-1890), au lycée Buffon (1889) et au lycée Saint-Louis (1890). Docteur ès lettres en 1886, il est directeur d’études à l’École pratique des hautes études avant d'occuper le siège de professeur d'histoire et littérature latine au Collège de France (1907-1937).
Membre de la Société des antiquaires de France, du Comité des travaux historiques et scientifiques et de L'Année épigraphique. Il est élu en 1912 comme membre de l'Académie des inscriptions et belles-lettres.

## Principales publications
- Apulée, roman et magie, Paris, 1883.
- Les proxénies grecques, étude sur les relations internationales des états et des grands sanctuaires grecs, Paris, 1885.
- De communi Asiae provinciae, Paris, 1885.
- Les proxénies grecques, Paris, 1886.
- Pages choisis des grands écrivains : Cicéron, Paris, 1896.
- Restauration d'Olympie ; l'histoire, les monuments, le culte et les fêtes (en collaboration avec Victor Laloux), Paris, 1889.
- La Grèce avant Alexandre. Étude sur la société grecque du VIe au IVe siècle, Paris, 1892.
- Les Africains. Étude sur la littérature latine d'Afrique : les Païens, Paris, Lecène, Oudin & Cie, 1894, V+500 p. (en ligne).
- Histoire littéraire de l'Afrique chrétienne depuis les origines jusqu'à l'invasion arabe (7 volumes), Paris, Leroux, 1901-1923, Prix Halphen de l'Académie française. (I. Tertullien et les origines ; II. Saint Cyprien et son temps ; III. Le IVe siècle, d'Arnobe à Victorin ; IV. Le donatisme ; V. Saint Optat et les premiers écrivains donatistes ; VI. La littérature donatiste au temps de saint Augustin ; VII. Saint Augustin et le donatisme.)
- Racine, Paris, 1909.
- Timgad chrétien, Paris, 1911.
- L'Église et la guerre (en collaboration de Pierre Batiffol et Louis Rolland), Paris, 1913.
- Saint Cyprien, Paris, 1914.
- Saint Martin. Récits de Sulpice Sévère mis en français avec une introduction, Paris, 1924.
- Saint Martin, Paris, 1926.
- La vraie légende dorée, Paris, 1929.
- Saint Jérôme, sa jeunesse, l'étudiant, l'ermite, Paris, 1932.

## Distinctions

### Décoration
- Officier de la Légion d'honneur (1931 ; chevalier en 1903)[7],[8].

### Récompenses
- Prix Halphen de l'Académie française (1902)[9].
- Vallauri Prize de l'Académie des sciences de Turin (1903)[7].